# HMS Eglinton (L87)
Pour les autres navires du même nom, voir HMS Eglinton.
Le HMS Eglinton est un destroyer de classe Hunt de type I de la Royal Navy, qui participa aux opérations navales contre la Kriegsmarine (marine Allemande) pendant la seconde Guerre mondiale.

## Construction
Le Eglinton est commandé le 21 mars 1939  dans le cadre de programmation de 1939 pour le chantier naval de Vickers-Armstrongs à Tyne and Wear en Angleterre. La pose de la quille est effectuée le 8 juin 1939, le Eglinton est lancé le 28 décembre 1939 et mis en service le 28 août 1940.
Il est parrainé par la communauté civile de Alton dans le Hampshire, dans le cadre de la Warship Week (semaine des navires de guerre) en mars 1942.
Le Eglinton fait partie du premier lot de dix destroyers de classe Hunt. Ils doivent résoudre une pénurie de destroyers, notamment pour les tâches d’escorte. Ils doivent combiner le lourd armement anti-aérien des sloops de la classe Bittern avec une vitesse de 29 noeuds pour une liaison plus rapide avec la flotte.
Un test d'inclinaison lors de l'aménagement du navire montré une erreur de conception qui rend le navire dangereusement instable. Pour rétablir la stabilité à des niveaux acceptables, un canon de marine de 4 pouces QF Mk XVI est retiré, la superstructure et l'entonnoir du navire sont coupés et un ballast supplémentaire est installé. Une fois modifié, le Eglinton est mis en service le 28 août 1940.

## Histoire

### Seconde Guerre mondiale
Le HMS Eglinton fait tout son service pendant la Seconde Guerre mondiale au sein de la 16e flottille de destroyers basée à Harwich.
Il participe à deux actions (dont une en compagnie du HMS Vivien) contre des Schnellboote alors qu'il escorte des convois de la côte est. Il fait partie des forces du débarquement de Normandie durant l'opération Neptune.

### Après guerre
Le HMS Eglinton est désarmé avec la capitulation japonaise et réduit au statut de réserve à Harwich. En 1950, il est transféré à Portsmouth et est ensuite allé à Hartlepool.
Au cours de sa période de réserve au milieu de 1955, en août 1945, le navire a été sélectionné pour être réactivé et dans le cadre de l'exercice SSleeping Beauty destiné à vérifier l'état des navires gardés en réserve et le temps nécessaire pour les faire revenir dans la flotte active.
Après avoir terminé, il est revenu à la réserve jusqu'à ce qu'elle soit inscrite sur la liste des ventes l'année suivante. Vendue à BISCO pour démolition, il arrive dans le chantier Hughes Bolcow à Blyth, il y arrive en remorque le 28 mai 1956.

### Honneurs de bataille
- Atlantique 1940
- Manche 1940-1944
- Mer du Nord 1941-1944
- Normandie 1944